# Wenkite
La wenkite è un minerale.